# Lapinniemi
Lapinniemi est un quartier situé à environ un kilomètre du centre-ville de Tampere en Finlande.

## Description
Ses quartiers voisins sont Petsamo, Tampella,  et Lappi.
Lapinniemi abrite la station balnéaire de Rauhaniemi (fi), l'hôtel balnéaire Holiday Club de Tampere aménagé dans une ancienne filature de coton.